# Pedro Bay
Pedro Bay est une localité d'Alaska (CDP) aux États-Unis dans le Borough de Lake and Peninsula. En 2010, il y avait 42 habitants.

## Situation - climat
Elle est située sur la Péninsule d'Alaska, à l'extrémité est du lac Iliamna, à 283 km à vol d'oiseau au sud-ouest d'Anchorage.
Les températures moyennes vont de −14 °C à −1 °C en janvier, et de 6 °C à 17 °C en juillet.

## Histoire
Occupé par le peuple Dena'ina, ses habitants faisaient du commerce de fourrures aux alentours de 1800 avec les trappeurs russes. Son nom provient d'un certain Old Pedro qui vivait là en 1900. La poste a ouvert en 1936.
Une partie des habitants travaillent dans les pêcheries du Borough de Bristol Bay, ou dans le tourisme tout autour du lac Iliamna.
Pedro Bay est accessible par air et par eau. Il héberge une piste d'aérodrome, et un service de transport de marchandises est possible depuis Homer ou Naknek, par la rivière Kvichak.

## Démographie
| 1950 | 1960 | 1970 | 1980 | 1990 | 2000 |
| ---- | ---- | ---- | ---- | ---- | ---- |
| 44   | 53   | 65   | 33   | 42   | 50   |

| 2010 | - | - | - | - | - |
| ---- | - | - | - | - | - |
| 42   | - | - | - | - | - |

## Sources et références
- (en) CIS

- (en) Cet article est partiellement ou en totalité issu de l’article de Wikipédia en anglais intitulé « Pedro Bay, Alaska » (voir la liste des auteurs).

1. ↑  (en) « Statistiques des États-Unis - Alaska - Profils des communautés de 2010 » (consulté en avril 2021)